# Wasserkraftwerk Huanza
Das Wasserkraftwerk Huanza (span. Central Hidroeléctrica Huanza) befindet sich in der peruanischen Westkordillere am Río Pallca, einem Quellfluss des Río Santa Eulalia, im zentralen Westen von Peru, 75 km nordöstlich der Landeshauptstadt Lima. Das Kraftwerk liegt im Distrikt Huanza in der Provinz Huarochirí der Verwaltungsregion Lima. Betrieben wird die Anlage von CONENHUA, eine Tochtergesellschaft der Unternehmensgruppe Buenaventura.

## Wasserkraftwerk
Das Wasserkraftwerk wurde zwischen 2009 und 2014 errichtet. Das oberirdisch gelegene Kraftwerkshaus liegt auf einer Höhe von 3352 m. Es beherbergt 2 vertikal gerichtete Pelton-Turbinen mit jeweils 45,3 MW Leistung. Die durchschnittliche Jahresenergieproduktion liegt bei 367 GWh. Das Kraftwerk nutzt eine Netto-Fallhöhe von 703 m. Die Ausbauwassermenge beträgt 15,8 m³/s. Unterhalb des Kraftwerks gelangt das Wasser in den Fluss. 2 km flussabwärts befindet sich das Ende der 2010er Jahre fertiggestellte Wasserkraftwerk Carhuac.

## Talsperre Pallca
Die Talsperre Pallca (span. Presa Pallca ⊙) befindet sich knapp 12 km flussaufwärts am Río Pallca. Die Beton-Staumauer ist 38 m hoch und 195 m breit. Eine 9,9 km lange Rohrleitung führt vom Stausee zum Kraftwerk.

## Wehr am Río Conay
Der Río Conay ist ein rechter Nebenfluss des Río Pallca, der unterhalb des Kraftwerks in diesen mündet. An einem Wehr (⊙) 6 km nördlich des Kraftwerks wird ein Teil des Flusswassers abgeleitet und dem Kraftwerk zugeführt.

## Weitere Wasserspeicher und Zuleitungen
Mehrere natürliche Seen im Einzugsbereich der Talsperre wurden mit Dämmen versehen, so dass eine vergrößerte Wasserspeicher-Kapazität den abstrom gelegenen Wasserkraftwerken zur Verfügung steht. Ferner wird Wasser vom See Laguna Marcapomacocha, der im Einzugsgebiet des Río Mantaro liegt, abgeleitet und über einen 11,9 km langen Kanal und einen anschließenden 10,1 km langen Tunnel dem Einzugsgebiet des Kraftwerks zugeführt. Der Zuleitungstunnel (⊙) endet oberhalb des Sees Laguna Milos.